# Bombardamento di Rabaul
Il bombardamento di Rabaul fu un bombardamento aereo effettuato dagli Alleati contro Rabaul, la più grande base giapponese nel Pacifico, nel novembre 1943. Gli aerei alleati, decollati sia da portaerei sia da basi a terra, attaccarono aeroporti, navi e infrastrutture portuali presenti sull'isola, in modo da prevenire eventuali attacchi contro le forze impegnate nello sbarco su Bougainville.

## Antefatti
Nei primi mesi del 1943 Rabaul era rimasta lontano dalla zona di guerra. Tuttavia, la strategia degli alleati in quell'area, nota come Operazione Cartwheel, era quella di isolare e distruggere Rabaul tramite raid aerei. Le forze di terra giapponesi si stavano già ritirando in Nuova Guinea e nelle Isole Salomone, abbandonando Guadalcanal, la Nuova Georgia e le isole di Kolombangara e Vella Lavella. Rabaul, situato in Nuova Britannia, era una delle principali basi navali dei Territori della Nuova Guinea. Catturata dalle forze giapponesi nel febbraio 1942, divenne la loro base navale principale nel corso della campagna delle isole Salomone e della campagna della Nuova Guinea. Il porto di Rabaul, il Simpson Harbor, era conosciuto come "la Pearl Harbor del Sud Pacifico" ed era difeso da 367 cannoni contraerei e da 5 aeroporti. Sull'isola erano presenti gli aeroporti, costruiti dagli australiani, di Lakunai e Vunakanau. La pista di Lakunai era composta interamente da un misto di sabbia e cenere vulcanica, mentre quella di Vunakanau fu rifatta in cemento. I giapponesi costruirono un terzo aeroporto, Rapopo, a 23 km a sud-est, che divenne operativo nel dicembre 1942. Era dotato di piste in cemento e numerosi servizi ausiliari. Il quarto aeroporto, Tobera, fu completato nell'agosto del 1943. Anch'esso dotato di piste in cemento, era situato tra Vunakanau e Rapopo. Il quinto aeroporto costruito a difesa di Rabaul, Borpop, fu costruito sulla vicina Nuova Irlanda.
La difesa contraerea era coordinata congiuntamente da Esercito e Marina imperiale giapponese. Delle 367 batterie contraerei, 192 erano controllate dall'esercito e 175 dalla marina. I cannoni controllati dalla marina erano quelli a difesa del Simpson Harbor e degli aeroporti di Tobera, Lakunai e Vunakanau. I cannoni controllati dell'esercito erano posti a difesa dell'aeroporto di Rapopo e dei depositi di approvvigionamento e di armi, oltre a contribuire assieme a quelli della marina alla difesa del Simpson Harbor. I giapponesi installarono inoltre un sistema radar che garantiva una copertura di 140 km attorno a Rabaul. Una copertura aggiuntiva era fornita da ulteriori radar installati in Nuova Britannia, Nuova Irlanda e sull'Isola di Buka. Il sistema radar garantiva, in caso di attacco, un preavviso di circa 30-60 minuti.

## Attacchi da basi terrestri
Dal 12 ottobre 1943, nell'ambito dell'Operazione Cartwheel, la statunitense Fifth Air Force, la Royal Australian Air Force e la Royal New Zealand Air Force, sotto la coordinazione del generale George Kenney, lanciarono una serie di attacchi aerei contro gli aeroporti e il porto di Rabaul. Dopo un primo raid con 349 aerei, il maltempo impedì ulteriori azioni di rilievo, tranne un singolo raid di 50 B-25 Mitchell in data 18 ottobre. Gli attacchi ripresero dal 23 ottobre e continuarono per sei giorni, prima di culminare nel grande raid del 2 novembre. Alla missione presero parte 9 squadroni di B-25 Mitchell, per un totale di 72 bombardieri, scortati da 6 squadroni di P-38 Lightning, che attaccarono le difese antiaeree e il Simpson Harbor con bombardamenti a bassa e alta quota. Nell'attacco furono abbattuti 8 B-25 da parte della contraerea e dei caccia giapponesi, mentre un nono si schiantò mentre tornava alla base. Tra i B-25 abbattuti c'era anche quello del maggiore Raymond H. Wilkins, appartenente al 3rd Attack Group, che per le sue azioni fu insignito postumo della Medal of Honor, la più alta decorazione militare assegnata dal Governo degli Stati Uniti. Degli 80 P-38 che presero parte al raid, 9 andarono persi.

## Attacchi da portaerei

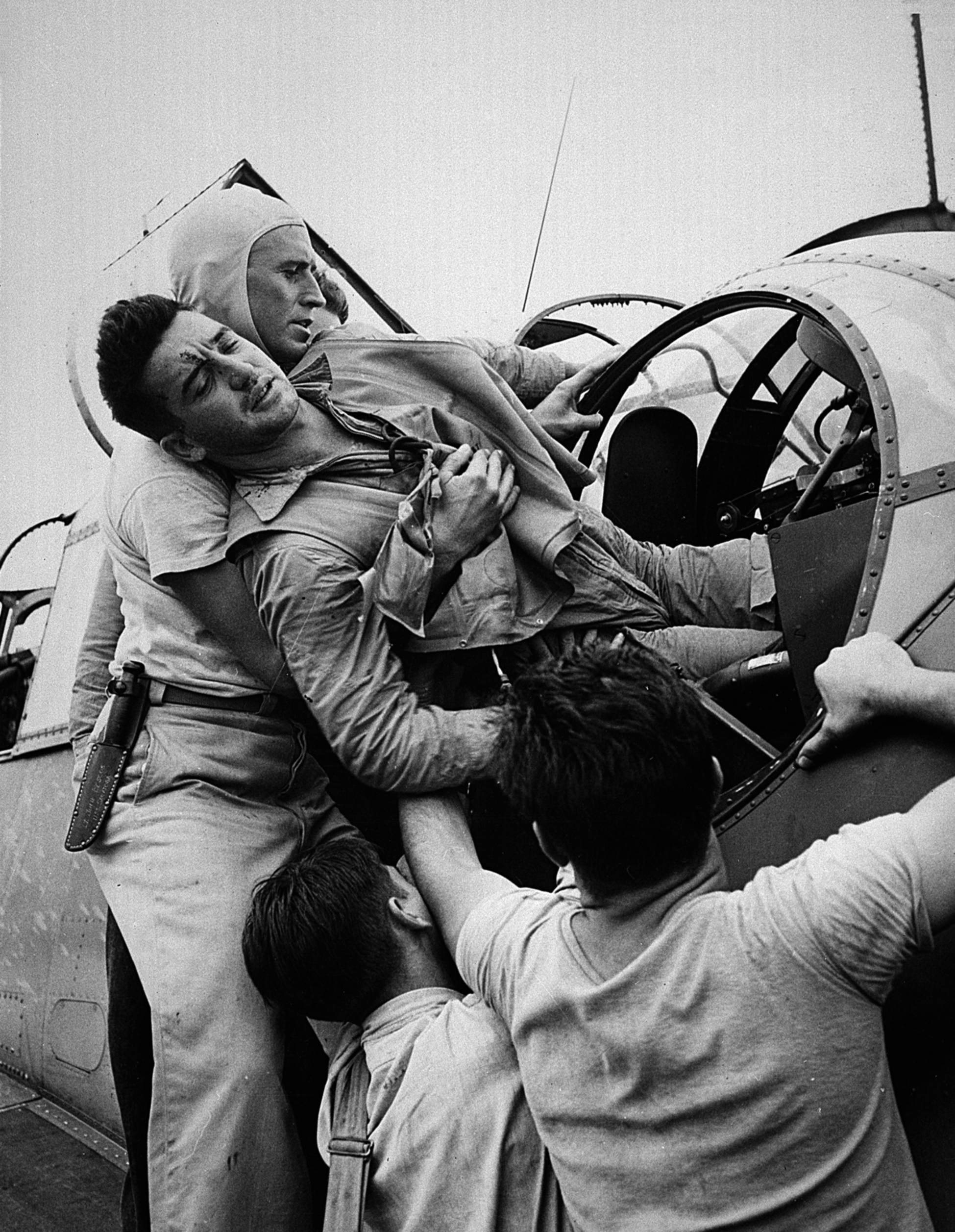
L'equipaggio della Saratoga soccorre l'aviere Kenneth Bratton, mitragliere di un TBF Avenger, rimasto ferito durante i bombardamenti del 5 novembre 1943. Il suo aereo, assieme a un F6F Hellcat, si scontrò con 8 caccia Zero, abbattendone 3. Bratton e il pilota del TBF, il comandante Henry Caldwell, sopravvissero.

Il 1º novembre 1943, con l'inizio dell'invasione di Bougainville, si presentò una nuova minaccia per Rabaul. Un primo, frettoloso tentativo di respingere le forze alleate, appena sbarcate su Capo Torokina sotto al comando dell'ammiraglio William Halsey, si risolse nella fallimentare battaglia della baia dell'imperatrice Augusta. Due giorni dopo l'ammiraglio Mineichi Kōga inviò a Rabaul, dal Giappone, una forza di incrociatori, in preparazione a un attacco notturno alla flotta statunitense, in quel momento ancora nella baia dell'imperatrice Augusta. La forza giapponese a Rabaul era salita a 7 incrociatori pesanti, 1 incrociatore leggero e 4 cacciatorpediniere. Halsey non aveva forze sufficienti per affrontare i giapponesi in una battaglia navale. Difatti le navi da battaglia Washington e South Dakota, assieme a numerosi incrociatori, erano stati trasferiti nel Pacifico centrale per sostenere l'imminente invasione di Tarawa. A parte i cacciatorpediniere rimasti a difendere le navi da trasporto, Halsey poteva contare solo sulla portaerei Saratoga e sulla portaerei leggera Princeton. Fino a quel momento, con l'esclusione dell'attacco di Pearl Harbor, non era mai stato tentato un attacco aereo, lanciato da sole portaerei, contro un obiettivo così difeso. Fu una missione molto pericolosa sia per gli equipaggi degli aerei sia per le portaerei stesse. Halsey ebbe modo di dire, in seguito, che la minaccia rappresentata dalla forza di incrociatori giapponesi a Rabaul nei confronti delle forze da sbarco su Bougainville fu la più disperata emergenza che affrontò nel corso della guerra.
Con la testa di ponte in pericolo, le 2 portaerei di Halsey, al comando del retroammiraglio Frederick Sherman, si diressero la notte verso nord, riuscendo a lanciare l'attacco contro Rabaul all'alba. Avvicinandosi con la copertura di un fronte meteorologico, Sherman lanciò su Rabaul tutti e 97 gli aerei a disposizione. Per fornire copertura aerea alle portaerei, un gruppo di aerei partì da una base aerea, recentemente catturata, su Vella Lavella. Con l'ordine di danneggiare più navi possibile, evitando di concentrarsi su poche per affondarle, l'attacco aereo fu un incredibile successo, infliggendo danni alla maggioranza degli incrociatori e annullando la minaccia giapponese. Il bombardamento all'alba fu seguito un'ora dopo da un raid di 27 B-24 Liberator della Fifth Air Force, scortati da 58 P-38. La maggior parte delle navi da guerra giapponesi tornarono a Chuuk il giorno successivo per essere sottoposte a riparazioni e per uscire dal raggio d'azione degli aerei statunitensi.
I danni inflitti alle forze giapponesi furono pesanti, 6 incrociatori rimasero danneggiati e di questi 4 in maniera grave. L'Atago fu danneggiata da 3 bombe da 230 kg, cadute nelle sue vicinanze, che oltre a gravi danni causarono la morte 22 membri dell'equipaggio, tra cui il capitano.
La Maya fu colpita da una bomba che raggiunse una delle sale macchine, causando ingenti danni e uccidendo 70 uomini.
La Mogami fu colpita da una bomba da 230 kg che provocò un incendio, i danni furono ingenti e si contarono 19 vittime.
La Takao fu colpita da 2 bombe da 230 kg, che causò gravi danni e la morte di 23 membri dell'equipaggio.
La Chikuma fu danneggiata da diverse bombe che la raggiunsero di striscio.
L'Agano fu anch'essa investita dall'esplosione di una bomba caduta nelle vicinanze, che danneggiò le sue postazioni contraeree e uccise un membro dell'equipaggio.
Anche 3 cacciatorpediniere riportarono danni leggeri. Le perdite riportate dalle forze aeree furono basse. Un'ulteriore Task Force di portaerei raggiunse Rabaul il 7 novembre. Comandata da retroammiraglio Alfred L. Montgomery, consisteva nelle portaerei Bunker Hill e Essex e dalla portaerei leggera Independence. Halsey utilizzò le navi di Montgomery, organizzate nella Task Force 38, in un doppio raid contro Rabaul lanciato l'11 novembre. Alle 08:30 Sherman, nonostante il maltempo, lanciò un attacco dalla vicina Green Island, a nord-ovest di Bougainville. Dopo il suo ritorno, la Task Force 38 si ritirò a sud senza essere scoperta. L'attacco di Montgomery fu lanciato dal Mare delle Salomone, 260 km a sud-est di Rabaul.
L'Agano, che era rimasta a Rabaul, fu silurata durante gli attacchi rimanendo gravemente danneggiata. Le forze giapponesi lanciarono una serie di contrattacchi, coinvolgendo complessivamente 120 aerei, contro le portaerei statunitensi, ma furono intercettati e persero 35 aerei senza riuscire a infliggere danni alle navi di Montgomery.